# Moxos
Moxos is een provincie in het departement Beni in Bolivia, genoemd naar de gelijknamige savanne. De provincie heeft een oppervlakte van 33.316 km² en heeft 22.163 inwoners (2012). De hoofdstad is San Ignacio.
Moxos bestaat uit één gemeente: San Ignacio de Moxos
Cercado · 
Iténez · 
José Ballivián · 
Mamoré · 
Marbán · 
Moxos · 
Vaca Díez · 
Yacuma